# 46 Korpus Armijny (Imperium Rosyjskie)
46 Korpus Armijny (ros. 46-й армейский корпус) – korpus Armii Imperium Rosyjskiego w czasie I wojny światowej. Rozformowany na początku 1918. 

## Podporządkowanie
- 7 Armii (3.04 – 1.05.1916)
- 8 Armii (od 1.06.1916)
- 3 Armii (1.07.1916 – 1.04.1917)
- Armii Specjalnej (18.4 – grudzień 1917)

## Dowódcy Korpusu
- gen. piechoty  N. M. Istomin (kwiecień 1916 – kwiecień 1917)
- gen. lejtnant N. G. Wołodczenko (kwiecień – wrzesień 1917)
- gen. lejtnant P. A. Kocebu  (od września 1917)